# Kriegerdenkmal Schollene

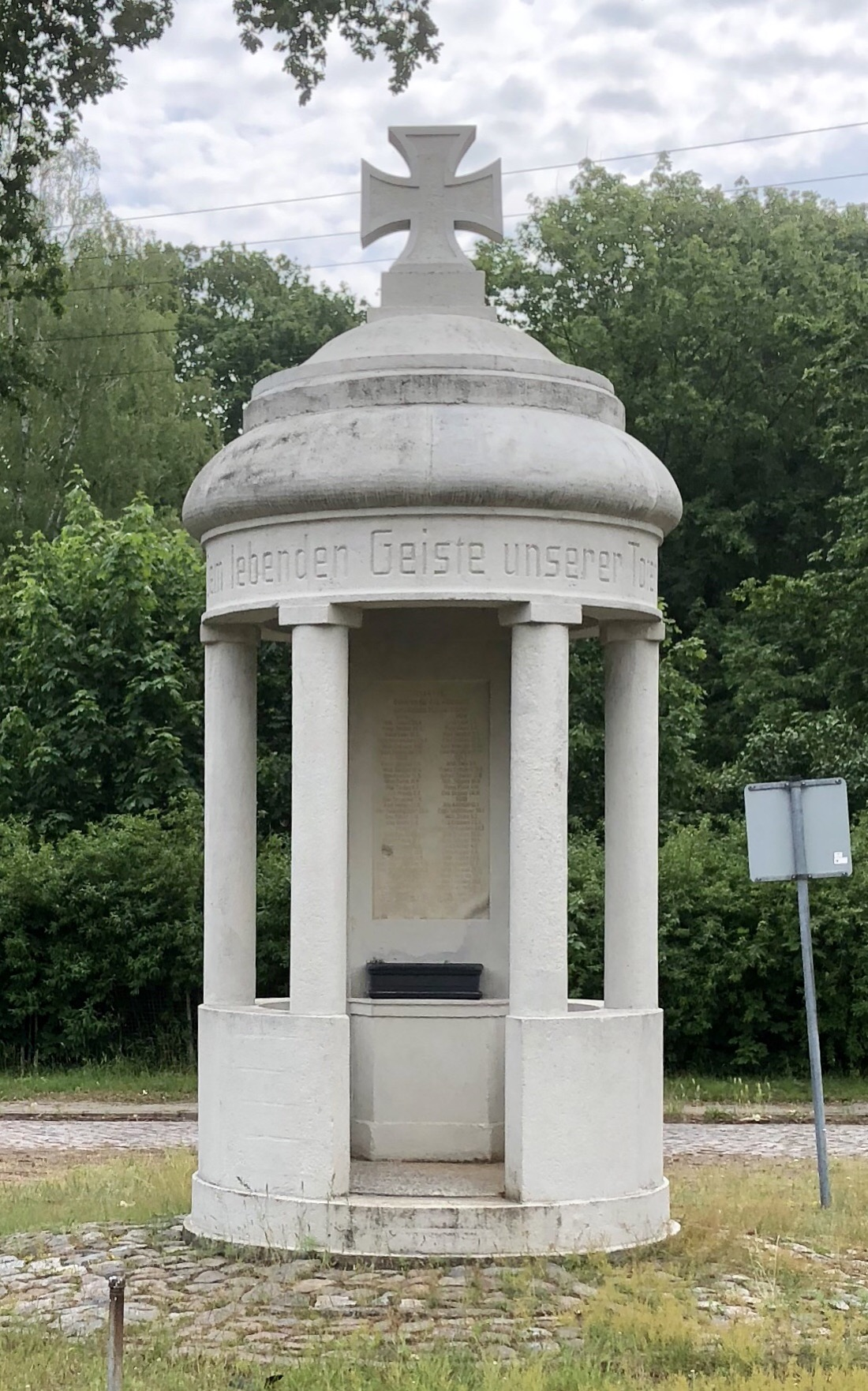
Kriegerdenkmal Schollene, 2019

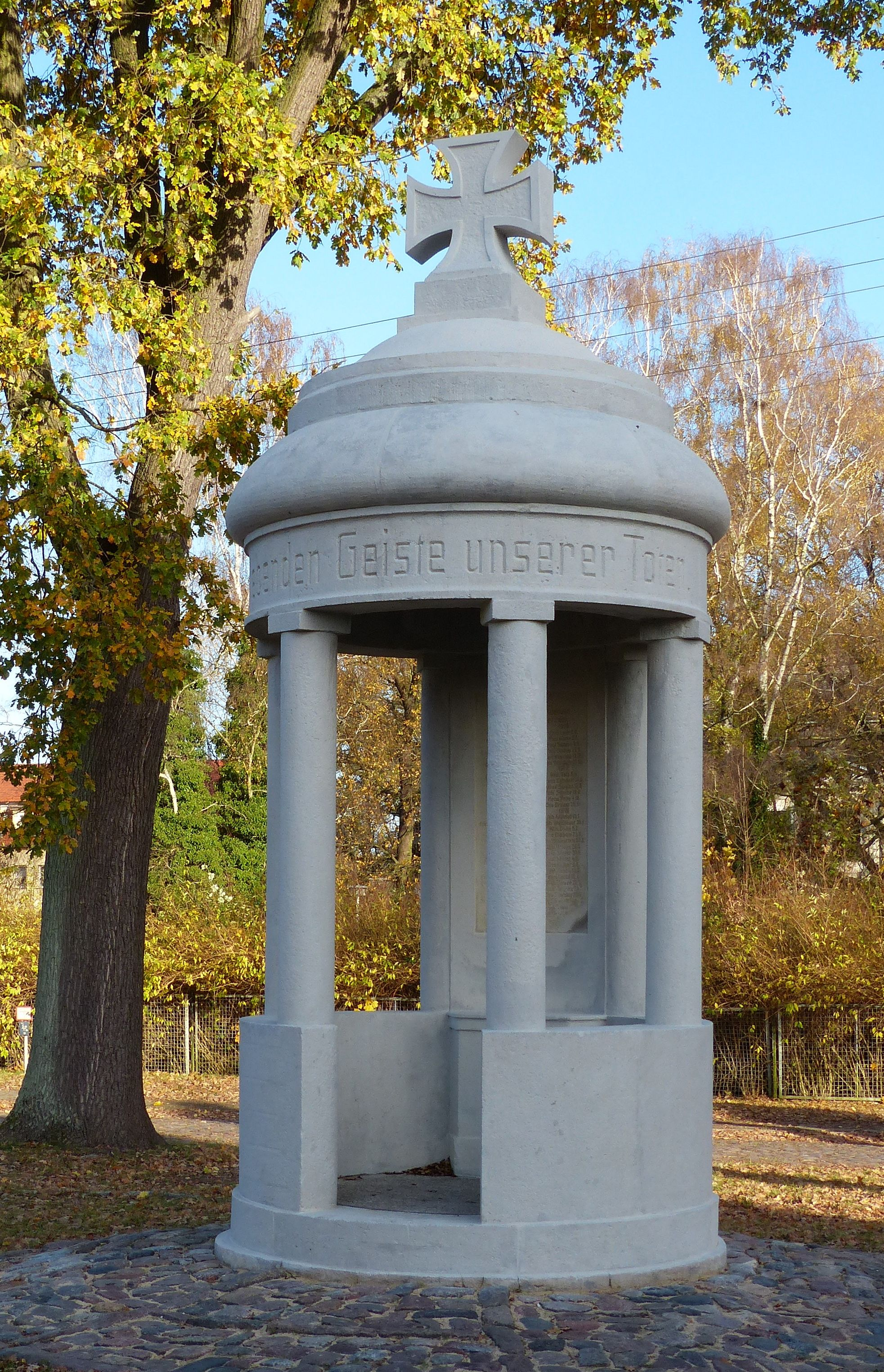
2015

Das Kriegerdenkmal Schollene ist ein denkmalgeschütztes Kriegerdenkmal in Schollene in Sachsen-Anhalt.
Es befindet sich im Ortszentrum von Schollene an der Brückenstraße an einer platzartigen Erweiterung an der Einmündung der August-Bebel-Straße.

## Architektur und Geschichte
Die Gestaltung des 1924 im Auftrag des örtlichen Militärvereins von A. Gnorke aus Rathenow errichteten markanten Denkmals erinnert an einen römischen Rundtempel. Von vier Säulen wird eine Kuppel getragen, die von einem steinernen Eisernen Kreuz bekrönt wird.
An einer rückseitigen Wand wird den 58 Gefallenen aus Schollene im Ersten Weltkrieg gedacht. Im Jahr 2015 erfolgte eine Restaurierung des Denkmals durch den Berliner Steinrestaurator Torsten Weiß. Für die Sanierung war die Kuppel zeitweise entfernt, einige Elemente mussten neu erstellt werden. Die Initiative zur Sanierung war auf den in Schollene tätigen Arzt Anton Schreiber zurückgegangen.
An der unteren Kante der Kuppel befindet sich die Inschrift: Dem lebenden Geiste unserer Toten.
Die Inschrift an der rückseitigen Wand lautet wie folgt:
1914 - 1918.

Unseren für das Vaterland

gefallenen Kameraden
| 1914                     | 1916                    |
| Willi Siebert 26.8.      | Erich Leue 2.8.         |
| Franz Schäfer 26.8.      | Paul Hinze 5.8.         |
| Hans Leue 16.9.          | Paul Schulze 9.9.       |
| Erich Woltersdorf 24.9.  | Paul Grabau 27.9.       |
| Wilh. Eichhorn 4.10.     | Karl Nawroth 12.10.     |
| Gust. Hohnhold 7.11.     | Otto Wernicke 19.12.    |
| 1915                     | 1917                    |
| Friedr. Schulze 9.4.     | Wilh. Voß 5.4.          |
| Willi Bünger 18.4.       | Franz Cybulski 10.5.    |
| Otto Koehne 17.5.        | Alfred Schulze 17.8.    |
| Gust. Busch 15.6.        | Rich. Schulze 19.8.     |
| Otto Tiedge 6.7.         | Herm Polte 4.10.        |
| Adolf Preuß 2.8.         | Otto Brauns 26.10.      |
| Otto Seemann 7.9.        | 1918                    |
| Karl Volker 23.9.        | Alb. Mitzlaff 13.1.     |
| Fritz Rohschneider 28.9. | Erich Waldheuer 30.1.   |
| Otto Röker 7.10.         | Wilh. Boche 5.2.        |
| Otto Bellin 9.11.        | Otto Eichhorn 23.3.     |
| 1916                     | Otto Heidepriem 26.3.   |
| Emil Preuß 26.1.         | Otto Grabau 28.3.       |
| Friedr. Fehre 21.3.      | Erich Meyer 20.4.       |
| Otto Randow 12.4.        | Jul. Müller 4.6.        |
| Gust. Klietzing 15.5.    | Otto Krüger 11.6.       |
| Helmuth Klaar 31.5.      | Wilh. Repke 30.6.       |
| Emil Rohrschneider 4.6.  | Karl Brecht 15.7.       |
| Emil Kronenberger 21.6.  | Wilh. Bernau 20.7.      |
| Erich Beuse 1.7.         | Gust. Wernicke 23.7.    |
| Emil Lange 2.7.          | Otto Klietzing 29.8.    |
| Gust. Schwerdtmann 5.7.  | Wilh. Schwerdtmann 2.9. |
| Paul Schneider 7.7.      | Otto Jahn 17.10.        |
| Paul Röker 20.7.         | Gust. Konge 24.10.      |

Einige Eintragungen im unteren Bereich sind nur schwer lesbar (Stand 2019).
Im örtlichen Denkmalverzeichnis ist das Kriegerdenkmal unter der Erfassungsnummer 094 50268 als Baudenkmal verzeichnet.